# لیزبت اوال
لیزبت اوال (انگلیسی: Lizbeth Ovalle؛ زادهٔ ۱۹ اکتبر ۱۹۹۹) بازیکن فوتبال اهل مکزیک است.
وی همچنین در تیم‌های ملی فوتبال Mexico women's national under-17 football team, Mexico women's national under-20 football team، و زنان مکزیک بازی کرده‌است.